# پالتو شتری
پالتو شتری فیلمی به کارگردانی و نویسندگی مهدی علی‌میرزایی و تهیه‌کنندگی مجید شیخ انصاری محصول سال ۱۳۹۷ است که برای نخستین بار در سی و هفتمین دوره جشنواره فیلم فجر به نمایش درآمد. این فیلم در ۳ بهمن ۱۴۰۱ در سینماها اکران شد.

## خلاصه داستان
این فیلم دربارهٔ پسری جوان است که در رشته فلسفه درس می‌خواند. او یک پالتوی شتری رنگ از پدرش به ارث برده اما این پالتو برای او دردسرساز شده چون هر وقت آن را می‌پوشد فکرهای وسوسه آمیزی به سرش می‌زند.

## بازیگران
| بازیگران        | نقش        |
| --------------- | ---------- |
| سام درخشانی     | فرید       |
| بانیپال شومون   | کوهیار     |
| بهاره کیان‌افشار | کیانا      |
| لیندا کیانی     | مستانه     |
| افسانه چهره‌آزاد | عشرت       |
| شاهرخ فروتنیان  | پدر کوهیار |
| پریوش نظریه     | فروغ       |
| علیرضا مهران    | موسی       |
| طوفان مهردادیان | قندی       |